# Myrtis
Myrtis byla 11letá dívka z Athén, která zemřela na tyfus během tyfové epidemie v Athénách, známé také jako Athénský mor, v roce 430 př. n. l. Její ostatky byly nalezeny v masovém hrobě objeveném během stavby stanice metra v řeckém Kerameiku v roce 1995.
Pojmenovali ji archeologové, kteří zkoumali její pozůstatky. Jméno bylo vybráno z běžných starověkých řeckých jmen.
OSN udělalo z Myrtis přítelkyni Rozvojových cílů tisíciletí a použilo ji v kampani s názvem Můžeme skončit s chudobou.

## Rekonstrukce
Lidské kosterní nálezy z období starověkého Řecka jsou vzácné, protože většině pohřbů v té době předcházela kremace. Před Myrtis nebyl zaznamenán žádný pokus o rekonstrukci tváře starořeckého člověka.
Dívčina lebka byla v neobvykle dobrém stavu a řecký profesor ortodoncie Manolis Papagrigorakis požádal švédské specialisty o pomoc při rekonstrukci jejích obličejových rysů. Pro získávání anatomických dat z lebky byl použit speciální skener. Objem lebky byl stanoven na 446 cm3.
Po naskenování byla vytvořena přesná replika lebky, která se stala základem následné forenzní rekonstrukce obličeje. Rekonstrukce probíhala tzv. „Manchesterskou metodou“: umělé tkáně byly postupně kladeny na sebe na povrchu lebky. Tloušťka obličejových svalů byla stanovena podle průměrných hodnot vzatých z tabulek, které porovnávají tloušťku tkání podle věku, pohlaví a rasy. Tvar, velikost a poloha očí, uší, nosu a úst byly určeny na základě důkladného prozkoumání kosterních tkání.
Dívka dostala hnědé oči a rusé vlasy, ale ve skutečnosti mohly být jiné barvy, vědcům se tehdy nepodařilo provést celkovou analýzu DNA. Účes má Myrtis podle módy své doby.

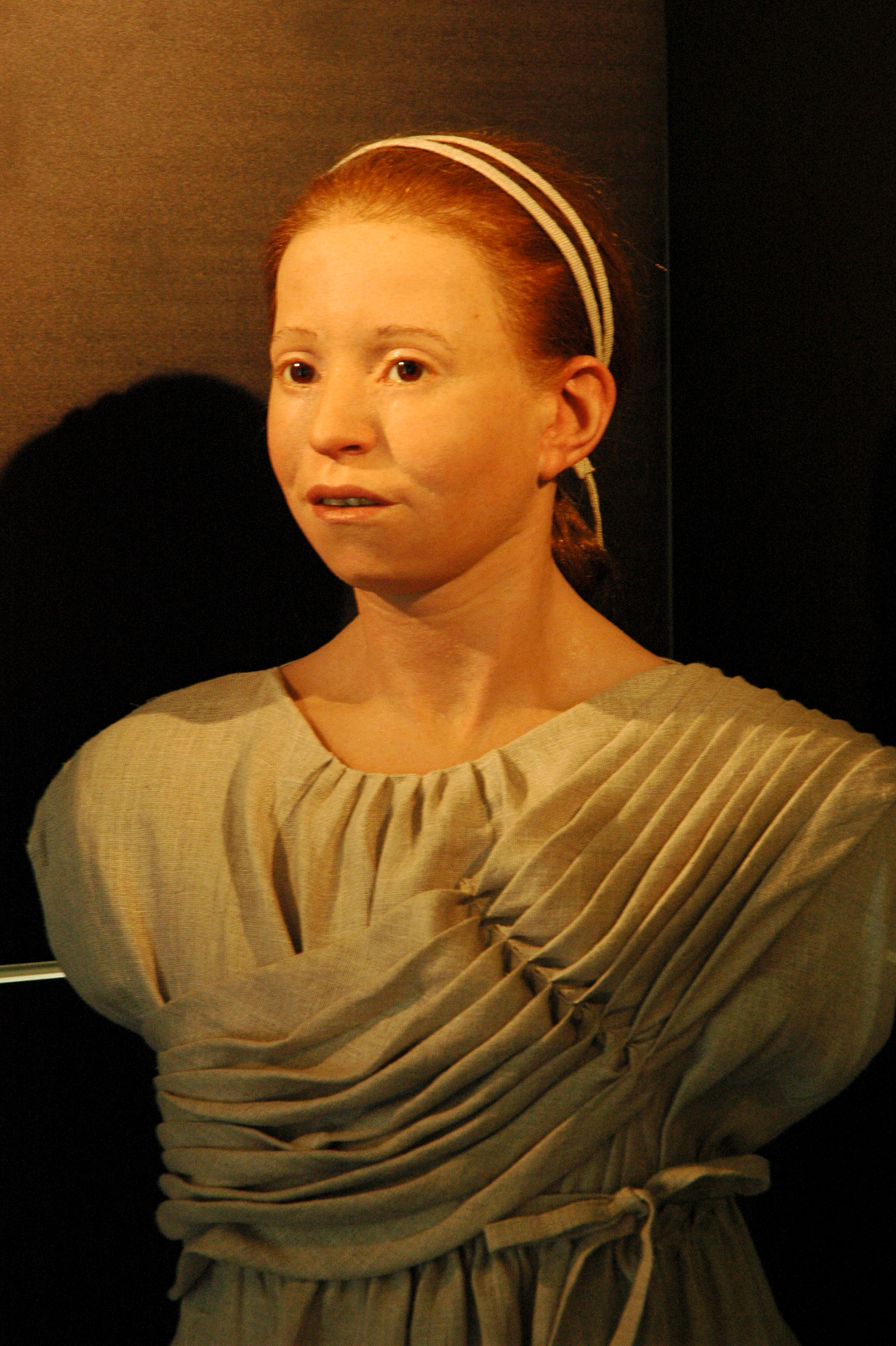
Rekonstrukce Myrtis

## Zuby
U dívčiných pozůstatků byla objevena skeletální a dentální malokluze II. třídy. Dále byly ohlášeny stomatologické problémy, jako jsou ektopická erupce horních špičáků, ektopická distálně zaměřená erupce prvního dolního třenáku a chybějící spodní stolička.

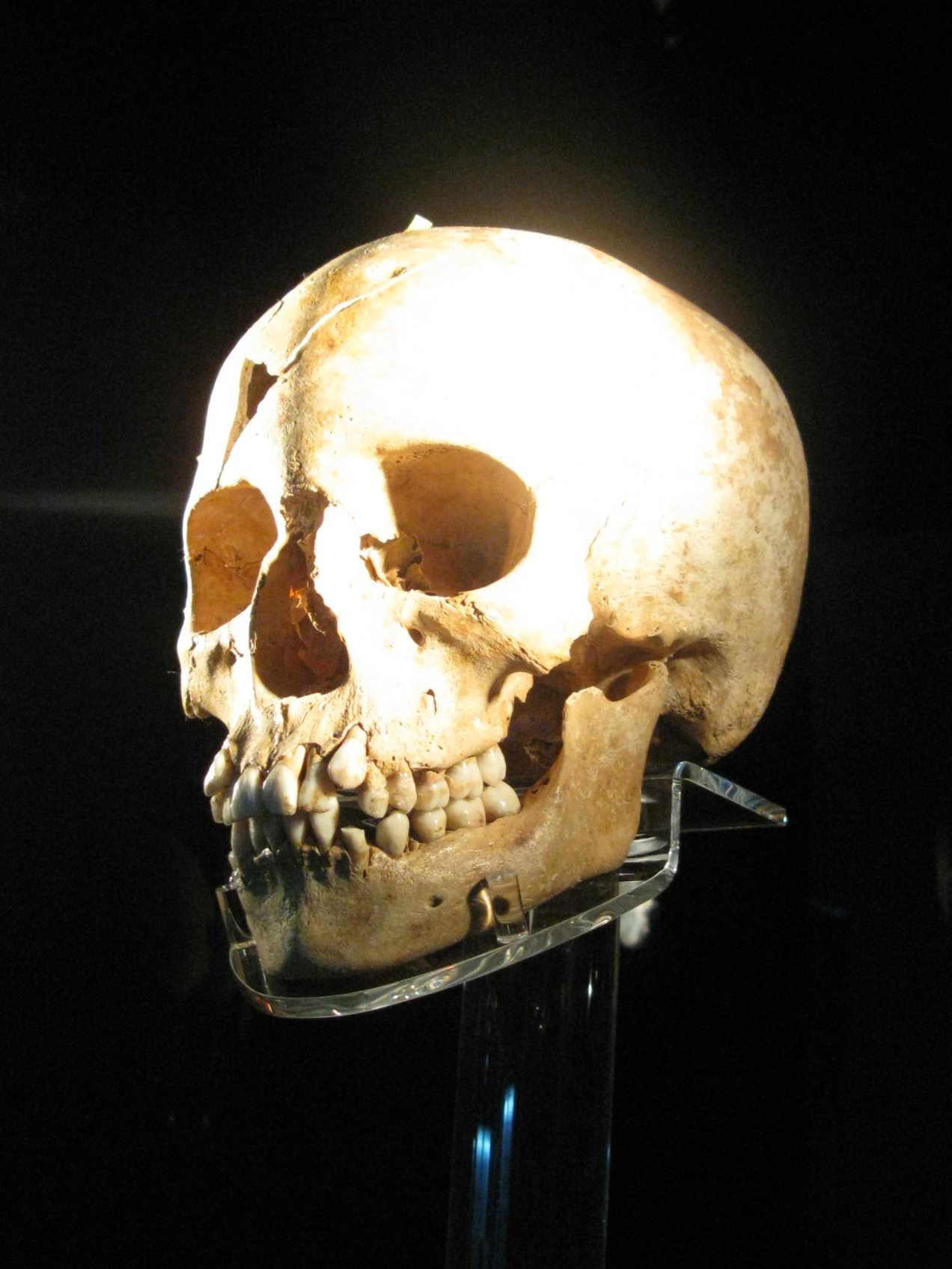
Lebka řecké dívky Myrtis